# Natuurpark Despeñaperros

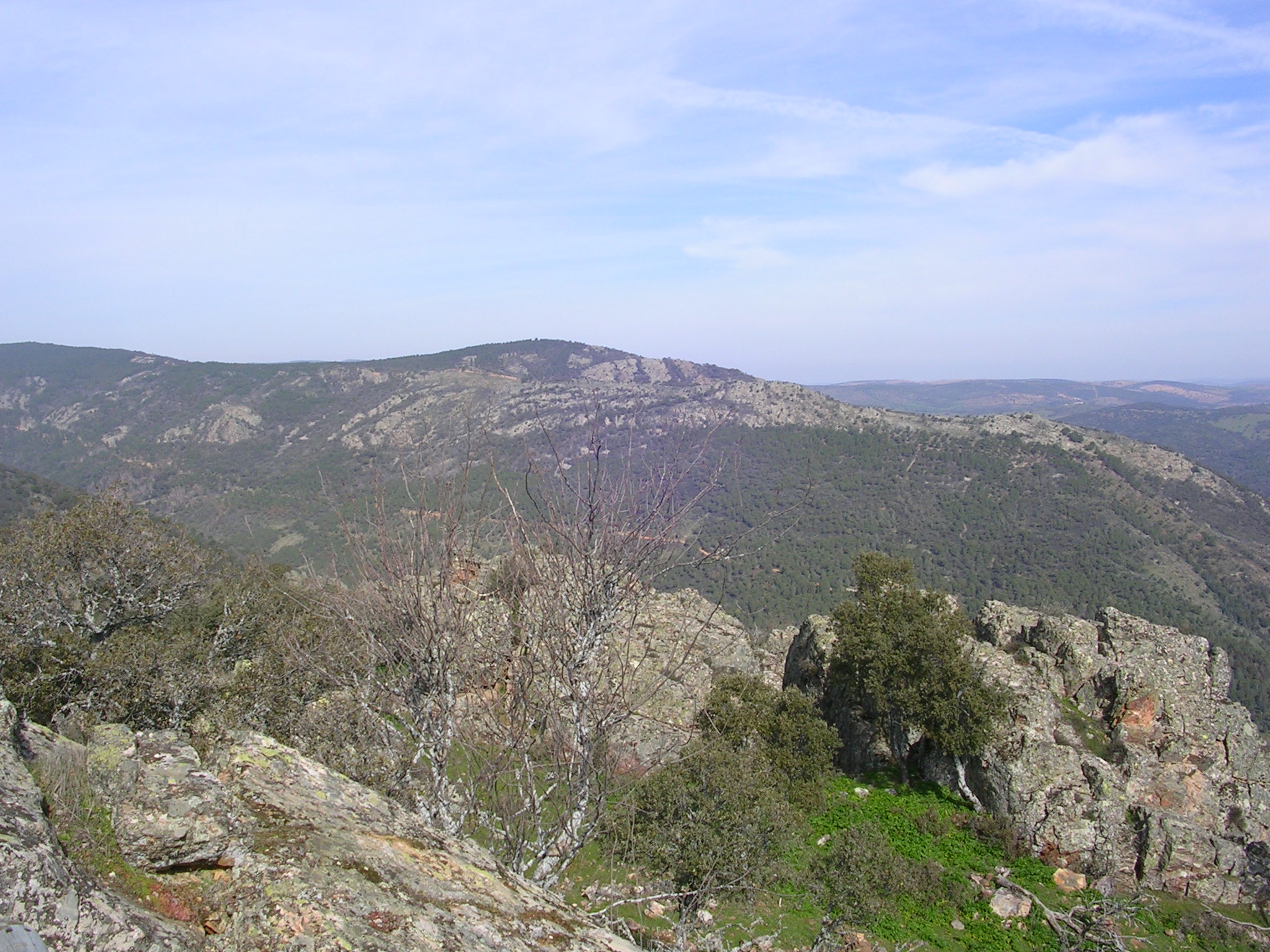

Het Natuurpark Despeñaperros (Spaans: Parque natural de Despeñaperros) is een natuurpark in de Sierra Morena in Andalusië in Spanje. Het natuurpark werd opgericht in 1989 en is 7840 hectare groot. Het natuurpark omvat de Despeñaperros-kloof in een bebost berggebied met steeneik en kurkeik. In het park komt edelhert, everzwijn, Iberische lynx, keizersarend, vale gier voor.